# Кубок європейських чемпіонів 1969—1970
Кубок європейських чемпіонів 1969—1970 — 15-й сезон Кубка європейських чемпіонів УЄФА, головного європейського клубного турніру.

### Попередній раунд
| Команда 1   | Заг. | Команда 2       | 1-й матч | 2-й матч |
| ----------- | ---- | --------------- | -------- | -------- |
| ТПС (Турку) | 0:5  | КБ (Копенгаген) | 0:1      | 0:4      |

### Перший раунд
| Команда 1               | Заг. | Команда 2              | 1-й матч | 2-й матч |
| ----------------------- | ---- | ---------------------- | -------- | -------- |
| Лідс Юнайтед            | 16:0 | Люн (Осло)             | 10:0     | 6:0      |
| ЦСКА (Софія)            | 3:5  | Ференцварош (Будапешт) | 2:1      | 1:4      |
| Стандард (Льєж)         | 4:1  | 17 Ненторі (Тирана)    | 3:0      | 1:1      |
| Реал Мадрид             | 14:1 | Олімпіакос (Нікосія)   | 8:0      | 6:1*     |
| Базель                  | 0:2  | Селтік (Глазго)        | 0:0      | 0:2      |
| Бенфіка (Лісабон)       | 5:2  | КБ (Копенгаген)        | 2:0      | 3:2      |
| Аустрія (Відень)        | 2:5  | Динамо (Київ)          | 1:2      | 1:3      |
| Фіорентина (Флоренція)  | 3:1  | Естер                  | 1:0      | 2:1      |
| Галатасарай (Стамбул)   | 5:2  | Уотерфорд Юнайтед      | 2:0      | 3:2      |
| Хіберніанс (Паола)      | 2:6  | Спартак (Трнава)       | 2:2      | 0:4      |
| УТА (Арад)              | 1:10 | Легія (Варшава)        | 1:2      | 0:8      |
| Баварія (Мюнхен)        | 2:3  | Сент-Етьєн             | 2:0      | 0:3      |
| Форвертс (Берлін)       | 3:1  | Панатінаїкос (Афіни)   | 2:0      | 1:1      |
| Црвена Звезда (Белграл) | 12:2 | Лінфілд (Белфаст)      | 8:0      | 4:2      |
| Мілан                   | 8:0  | Авенір (Люксембург)    | 5:0      | 3:0      |
| Феєноорд (Роттердам)    | 16:2 | КР (Рейк'явік)         | 12:2     | 4:0*     |

### Другий раунд
| Команда 1         | Заг.   | Команда 2               | 1-й матч | 2-й матч |
| ----------------- | ------ | ----------------------- | -------- | -------- |
| Лідс Юнайтед      | 6:0    | Ференцварош (Будапешт)  | 3:0      | 3:0      |
| Стандард (Льєж)   | 4:1    | Реал Мадрид             | 1:0      | 3:2      |
| Селтік (Глазго)   | 3:3 ж. | Бенфіка (Лісабон)       | 3:0      | 0:3      |
| Динамо (Київ)     | 1:2    | Фіорентина (Флоренція)  | 1:2      | 0:0      |
| Спартак (Трнава)  | 1:1 ж. | Галатасарай (Стамбул)   | 1:0      | 0:1      |
| Легія (Варшава)   | 3:1    | Сент-Етьєн              | 2:1      | 1:0      |
| Форвертс (Берлін) | 4:4    | Црвена Звезда (Белград) | 2:1      | 2:3      |
| Мілан             | 1:2    | Феєноорд (Роттердам)    | 1:0      | 0:2      |

### Чвертьфінали
| Команда 1             | Заг. | Команда 2              | 1-й матч | 2-й матч |
| --------------------- | ---- | ---------------------- | -------- | -------- |
| Стандард (Льєж)       | 0:2  | Лідс Юнайтед           | 0:1      | 0:1      |
| Селтік (Глазго)       | 3:1  | Фіорентина (Флоренція) | 3:0      | 0:1      |
| Галатасарай (Стамбул) | 1:3  | Легія (Варшава)        | 1:1      | 0:2      |
| Форвертс (Берлін)     | 1:2  | Феєноорд (Роттердам)   | 1:0      | 0:2      |

### Півфінали
| Команда 1       | Заг. | Команда 2            | 1-й матч | 2-й матч |
| --------------- | ---- | -------------------- | -------- | -------- |
| Лідс Юнайтед    | 1:3  | Селтік (Глазго)      | 0:1      | 1:2      |
| Легія (Варшава) | 0:2  | Феєноорд (Роттердам) | 0:0      | 0:2      |

### Фінал
| 6 травня 1970 |

| Феєноорд (Роттердам)     | 2:1 (д. ч.) | Селтік (Глазго) |
| ------------------------ | ----------- | --------------- |
| Ісраел 31' Чіндваль 117' |             | Геммелл 30'     |

| Сан-Сіро, Мілан Глядачів: 53 187 Арбітр: Кончетто Ло Белло |